# Humanenochum
Humanenochum é o quinto álbum de estúdio do sambista baiano Riachão, produzido por Paquito e J. Velloso. Lançado em 2000 pelo selo Caravelas, o trabalho conta com as participações especiais de Caetano Veloso na faixa “Vá Morar com o Diabo”, Carlinhos Brown em “Pitada de tabaco”, Tom Zé na música “Cada Macaco no Seu Galho”, além de Armandinho e Dona Ivone Lara. Segundo o próprio cantor, o nome do disco quer dizer “Homem humano que ama a mulher e não a maltrata”, uma homenagem a sua mulher Dalva, companheira de quase 40 anos de convivência.
O álbum foi indicado ao Grammy Latino de Melhor Álbum de Samba/Pagode, sendo a primeira indicação do sambista ao Grammy Latino.

## Faixas
- Todas as faixas compostas por Riachão, exceto onde indicado.

| N.º | Título | Compositor(es)       | Duração |  |
| 1.  | "É Vai, Riachão!" |                      |         |  |
| 2.  | "Camisa Molhada" |                      |         |  |
| 3.  | "Cantina Da Lua" |                      |         |  |
| 4.  | "Retrato da Bahia (Participação: Claudete Macedo)"                                                                                      |                      |         |  |
| 5.  | "Vá Morar com o Diabo (Participação: Caetano Veloso)"                                                                                   |                      |         |  |
| 6.  | "Cartinha" |                      |         |  |
| 7.  | "Pot-pourri Os Bichos:" - Baleia da Sé - Tartaruga 70"                                                                                  | Ainda Sem Compositor |         |  |
| 8.  | "Bochecha Grande" |                      |         |  |
| 9.  | "Vida Da Semana (Participação: Sabiá)"                                                                                                  |                      |         |  |
| 10. | "Choro Nº 1 (Participação: Armandinho Macedo)"                                                                                          |                      |         |  |
| 11. | "Quem É O Dono Dessa Mulher (Participação: Roque Ferreira)"                                                                             |                      |         |  |
| 12. | "Humanenochum" |                      |         |  |
| 13. | "Somente Ela (Participação: Paquito / J. Velloso)"                                                                                      |                      |         |  |
| 14. | "Camisinha" |                      |         |  |
| 15. | "Pitada de Tabaco (Participação: Carlinhos Brown)"                                                                                      |                      |         |  |
| 16. | "Pot-pourri São Joanino:" - Bochechuda (Participação: Sabiá) - Papuda (Participação: Sabiá) - Vamos Pular, Gente (Participação: Sabiá)" | Ainda Sem Compositor |         |  |
| 17. | "Cada Macaco no Seu Galho (Participação: Tom Zé)"                                                                                       |                      |         |  |
| 18. | "Não Fale Comigo Agora" |                      |         |  |
| 19. | "Até Amanhã (Participação: Dona Ivone Lara)"                                                                                            |                      |         |  |

## Prêmios e Indicações
| Ano  | Prêmio           | Categoria                    | Trabalho Indicado | Resultado | Ref.  |
| ---- | ---------------- | ---------------------------- | ----------------- | --------- | ----- |
| 2002 | 3º Grammy Latino | Melhor Álbum de Samba/Pagode | Humanenochum      | Indicado  | [ 3 ] |